# شاه‌مرغ گلوبرفی
شاه‌مرغ گلوبرفی (نام علمی: Tyrannus niveigularis) نام یک گونه از سرده شاه‌مرغ است.